# Филипстад
Филипстад (на шведски: Filipstad) е град в западната част на централна Швеция, лен Вермланд. Главен административен център на едноименната община Филипстад. Намира се на около 220 km на северозапад от столицата Стокхолм и на около 55 km на североизток от Карлстад. Получава статут на град през 1611 г. Жп възел. Населението на града е 6022 жители според данни от преброяването през 2010 г.